# Hamed Bakayoko
Hamed Bakayoko (Abidjan, 8 de março de 1965 – Friburgo na Brisgóvia, 10 de março de 2021) foi um político marfinense e primeiro-ministro da Costa do Marfim de 8 de julho de 2020 até a sua morte em 10 de março de 2021. Assumiu interinamente em 2 de maio de 2020 quando o então Primeiro-ministro Amadou Gon Coulibaly licenciou-se. Bakayoko foi confirmado como Primeiro-ministro no dia 30 de julho de 2020, após o falecimento de Coulibaly.
Bakayoko era Grão-Mestre na Grande Loja Maçônica da Costa do Marfim.
Morreu em 10 de março de 2021 em Friburgo na Brisgóvia, Alemanha, aos 56 anos de idade, devido a um câncer.